# Lytro

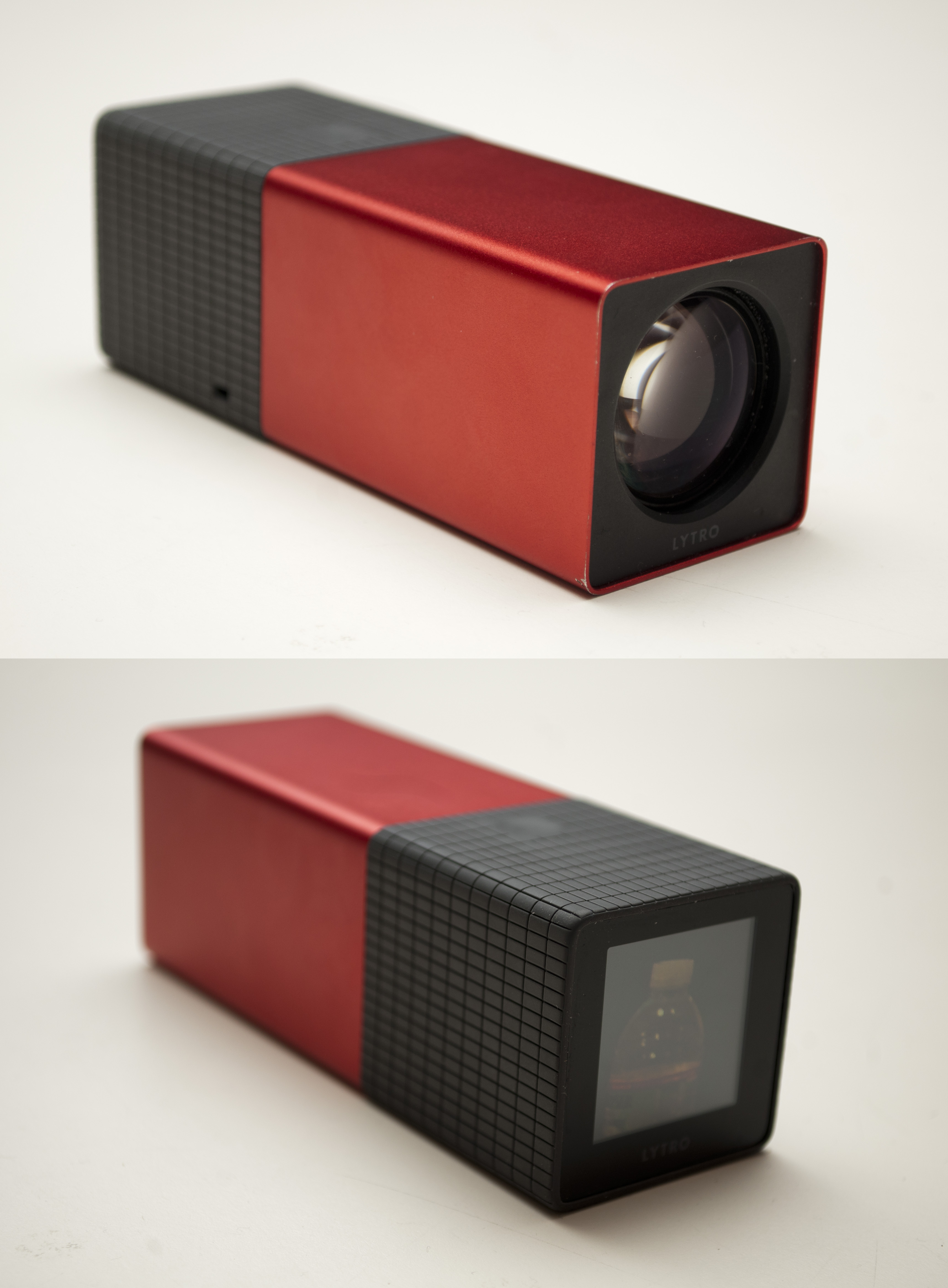
Lytro câmera.

Lytro é uma empresa fundada em 2006 do ramo de fotografia.
Em 2011 apresentou uma câmera que é capaz de mudar o foco após o clique. O aparelho tem massa de 200 g e formato de caixa retangular. Foi desenvolvida por Dr. Ren Ng. A máquina não necessita de flash, possui apenas dois botões e possibilita capturar 11 milhões de raios de luz. Assim, na foto, é possível qual dos planos ficara mais nítido, não somente no display da câmera mas em todos arquivos que ela disponibilizar. É chamada de câmera de campo luminoso e pega todos os raios de luz de uma cena.